# Wilhelm Andersson
Wilhelm Andersson i riksdagen kallad Andersson i Bråborg, född 6 augusti 1849 i Dagsbergs församling, Östergötlands län, död där 27 mars 1914, var en svensk arrendator och riksdagsman.
Andersson var arrendator till Bråborgs kungsgård i Östergötlands län. Han var även politiker och ledamot av riksdagens andra kammare 1900–1911, invald i Björkekinds, Östkinds, Lösings, Bråbo och Memmings domsagas valkrets.